# Hypocnemis cantator
Hypocnemis cantator là một loài chim trong họ Thamnophilidae.
Loài này được tìm thấy ở các cấp thấp hơn trong rừng ẩm ở Guianas, viễn đông Venezuela (với Guyana) và phía đông bắc Brazil (phía bắc của sông Amazon và phía đông của hạ lưu sông Negro và sông Branco).